# Karol Müller
Karol Ludwik Müller (ur. 20 września 1885 w Zastawnej, zm. wiosną 1940 w Charkowie) – pułkownik audytor Wojska Polskiego, ofiara zbrodni katyńskiej.

## Życiorys
Urodził się 20 września 1885 w Zastawnej w powiecie kocmańskim ówczesnego Księstwa Bukowiny jako syn Franciszka i Ludwiki. W 1907 zdał egzamin dojrzałości w C. K. Gimnazjum w Brzeżanach. W 1913 ukończył studia na Wydziale Prawa Uniwersytetu Lwowskiego. W międzyczasie (1907–1908) odbył jednoroczną służbę wojskową w cesarskiej i królewskiej armii. W sierpniu 1914 został zmobilizowany do c. i k. 35 pułku piechoty. W listopadzie 1914 dostał się do niewoli rosyjskiej. Po krótkim pobycie w obozie jeńców został zwolniony i osiedlił się z matką i rodzeństwem w Rohatynie na Ukrainie. W listopadzie 1918 został internowany przez Ukraińców. W maju 1919 pełnił funkcję komendanta milicji w Rohatynie.
W lipcu 1919 został przyjęty do Wojska Polskiego i przydzielony do Stacji Zbornej Oficerów we Lwowie. W październiku 1919 został referentem śledczym w obozie jeńców sowieckich we Lwowie. W marcu 1920 został przyjęty do Korpusu Sądowego i przydzielony do prokuratury wojskowej w Kielcach, a następnie we Lwowie i Przemyślu.
Od 1921 był prokuratorem przy Sądzie Wojskowym we Lwowie, a później podprokuratorem i prokuratorem Prokuratury przy Wojskowym Sądzie Okręgowym Nr VI we Lwowie. 3 maja 1922 został zweryfikowany w stopniu majora ze starszeństwem od 1 czerwca 1919 i 47. lokatą w korpusie oficerów sądowych. 27 czerwca 1929 został przeniesiony do Prokuratury przy Wojskowym Sądzie Okręgowym Nr II w Lublinie na stanowisko pełniącego obowiązki prokuratora. 2 grudnia 1930 został mianowany podpułkownikiem ze starszeństwem z dniem 1 stycznia 1931 i 4. lokatą w korpusie oficerów sądowych. 26 lutego 1931 został przeniesiony do Departamentu Sprawiedliwości Ministerstwa Spraw Wojskowych w Warszawie na stanowisko szefa wydziału. 12 maja 1932 roku Prezydent RP mianował go sędzią orzekającym w wojskowych sądach okręgowych, a minister spraw wojskowych przeniósł do Wojskowego Sądu Okręgowego Nr VI we Lwowie na stanowisko szefa sądu. W 1936 został mianowany sędzią Najwyższego Sądu Wojskowego w Warszawie. Na stopień pułkownika został mianowany ze starszeństwem z 1 stycznia 1936 i 2. lokatą w korpusie oficerów sądowych. 

W czasie kampanii wrześniowej 1939 był szefem służby sprawiedliwości Armii „Poznań”. Po agresji ZSRR na Polskę w nieznanych okolicznościach dostał się do niewoli sowieckiej. Przebywał w obozie w Starobielsku. Wiosną 1940 został zamordowany w Charkowie przez funkcjonariuszy NKWD i pogrzebany w bezimiennej mogile zbiorowej w Piatichatkach, gdzie od 17 czerwca 2000 mieści się oficjalnie Cmentarz Ofiar Totalitaryzmu w Charkowie. Figuruje na Liście Starobielskiej NKWD pod poz. 2237.
Postanowieniem nr 112-48-07 Prezydenta Rzeczypospolitej Polskiej Lecha Kaczyńskiego z 5 października 2007 został awansowany pośmiertnie do stopnia generała brygady. Awans został ogłoszony 9 listopada 2007 w Warszawie, w trakcie uroczystości „Katyń Pamiętamy – Uczcijmy Pamięć Bohaterów”.

## Ordery i odznaczenia
- Krzyż Oficerski Orderu Odrodzenia Polski (10 listopada 1938)[22][23]
- Złoty Krzyż Zasługi (10 listopada 1928)[24][25]

18 grudnia 1932 Komitet Krzyża i Medalu Niepodległości odrzucił wniosek o nadanie mu tego odznaczenia „z powodu braku pracy niepodległościowej”.